# Paratrichogramma nigricorpa
Paratrichogramma nigricorpa är en stekelart som beskrevs av Yousuf och Shafee 1991. Paratrichogramma nigricorpa ingår i släktet Paratrichogramma och familjen hårstrimsteklar. Inga underarter finns listade i Catalogue of Life.